# Thiên thần Than khóc
Thiên thần Than khóc (tiếng Anh: Weeping Angels) là một chủng loài cổ đại hư cấu trong loạt phim Doctor Who. Chúng có hình dạng như những bức tượng thiên thần sẽ cử động khi không có người quan sát. Theo Steven Moffat, người sáng tạo nên Thiên thần Than khóc, thiết kế hình dạng của các thiên thần này dựa trên những trò chơi thời thơ ấu như trò chơi hoá tượng và khái niệm cho rằng mỗi bức tượng đều là một thiên thần đang than khóc.
Chúng hấp thụ dinh dưỡng bằng cách gửi nạn nhân về quá khứ, đó là một quá trình tạo ra năng lượng để chúng hấp thụ. Khi chúng không được sinh vật nào khác quan sát, chúng có thể di chuyển rất nhanh và âm thầm, nhưng khi chúng bị quan sát, chúng sẽ bị "khoá lượng tử", bất động trong không gian và hoá đá. Trong trạng thái này, chúng đứng yên và khó có thể bị phá huỷ. Quá trình này không thể bị cưỡng lại, nên nếu có hai Thiên thần Than khóc nhìn vào nhau, chúng sẽ bị hoá đá vĩnh viễn. Chính vì điều này, chúng thường che mắt lại trong khi hoá đá, làm nên danh xưng Thiên thần Than khóc.

## Mô tả
Theo Doctor, Thiên thần Than khóc "già như (hay gần như) chính vũ trụ, nhưng không ai thực sự biết chúng đến từ đâu". Ông mô tả chúng như là những sinh vật cô đơn nhất vũ trụ, vì phản xạ khoá lượng tử của chúng khiến chúng khó có thể giao tiếp xã hội; chúng cũng được mô tả như là "dạng sống tàn ác, hùng mạnh và chết chóc nhất mà quá trình tiến hoá tạo ra." Dù như thế, trong các tập phim về chúng, chúng vẫn được thấy giao tiếp và làm việc theo nhóm với nhau. Trong tập phim "The Angels Take Manhattan", một dạng khác của Thiên thần Than khóc được tiết lộ, những tiểu thiên sứ. Không giống như Thiên thần Than khóc, chúng không hoàn toàn im lặng, nhưng chúng phát ra âm thanh của trẻ sơ sinh, và tạo ra tiếng bước chân.

## Năng lực
Thiên thần Than khóc sở hữu nhiều năng lực khác nhau. Năng lực nổi tiếng nhất của chúng chính là khả năng "khoá lượng tử", một kiểu phòng vệ tuyệt đối. Khi bị quan sát, chúng sẽ hoá đá và trở nên miễn khỏi sự công kích. Năng lực dị thường khác của chúng là khả năng di chuyển cực nhanh, vượt qua nhiều mét khoảng cách trong chớp mắt trước khi bị khoá lượng tử trở lại. Chúng rất mạnh mẽ về thể chất, vì dễ dàng bẻ cổ nạn nhân, dù hiếm khi làm như vậy. Trong tập phim "The Time of Angels", khi Thiên thần Than khóc cần giao tiếp với chủng loài khác, chúng dùng giọng nói của một nạn nhân bị bẻ cổ và sắp xếp lại trật tự não của người đó. Thiên thần Than khóc cũng có thể dễ dàng phá được cửa sắt, xoay được bánh khoá bị từ hoá.
Bất cứ thứ gì mang hình ảnh của Thiên thần Than khóc, bao gồm ảnh chụp và đoạn phim, cũng sẽ biến thành Thiên thần Than khóc. Không chỉ vậy, khi một sinh vật nhìn vào mắt Thiên thần Than khóc, hình ảnh của Thiên thần Than khóc cũng sẽ thâm nhập vào trong trung ương thị giác của họ, dần dấn biến họ trở thành một Thiên thần Than khóc.
Khi Thiên thần Than khóc chạm vào một người nào đó, chúng có thể đưa người đó trở về quá khứ, hút lấy năng lượng sản sinh trong quá trình này. Bên cạnh đó, chúng cũng có thể hút năng lượng từ các nguồn phóng xạ và điện. Tuy nhiên, nếu bị bỏ đói quá lâu, chúng sẽ dần mục rữa và hình dạng của chúng dần dần chuyển thành những bức tượng cũ.

## Xuất hiện
Tập phim truyền hình
- "Blink"

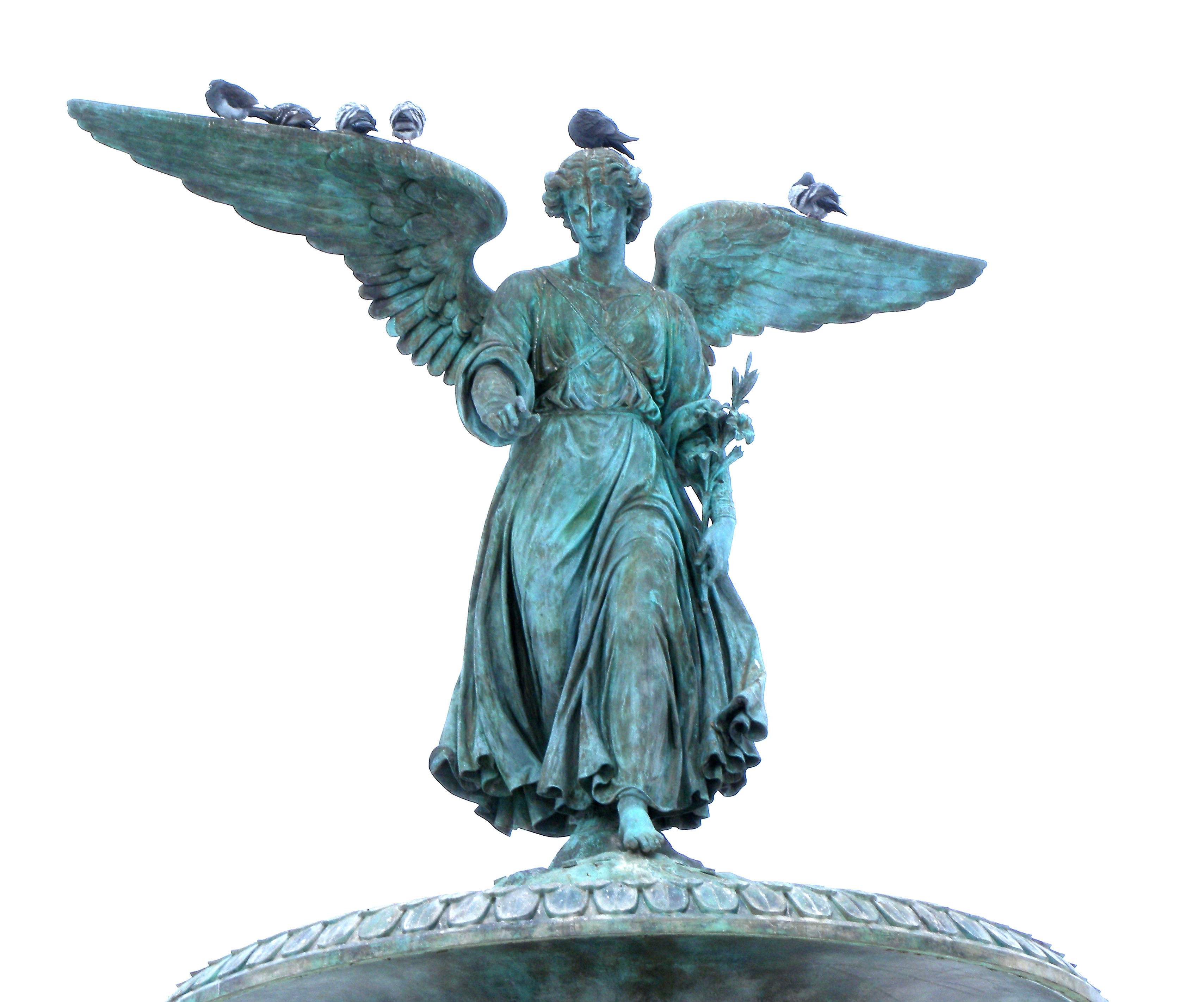
Angel of the Waters, một trong những bức tượng thật được sử dụng trong tập phim The Angels Take Manhattan

- "The Time of Angels" / "Flesh and Stone"
- "The God Complex" (tiểu cảnh)
- "The Angels Take Manhattan"[3]
- "2013 Christmas Special"

Tiểu thuyết
- Touched By An Angel
- Magic of the Angels
- The Angel's Kiss

Truyện ngắn
- Living History
- Suddenly in a Graveyard...

## Đón nhận
Trong một cuộc khảo sát của BBC, lấy phiếu bầu chọn từ 2,000 đọc giả của tạp chí Doctor Who Adventures, Thiên thần Than khóc được bầu chọn là quái vật đáng sợ nhất của năm 2007 với 55% phiếu bầu; The Master và tộc Dalek chiếm vị trí thứ hai và thứ ba với 15% và 4% bầu chọn. Moray Laing, biên tập của Doctor Who Adventures, khen ngợi ý tưởng về việc trốn thoát khỏi một con quái vật bằng cách không chớp mắt, một việc vừa dễ, vừa khó thực hiện. Trong khảo sát năm 2012 với hơn 10.000 người tham dự của Radio Times, Thiên thần Than khóc một lần nữa được xếp hạng là quái vật hay nhất của Doctor Who với 49.4% bầu chọn, vượt qua tộc Dalek ở vị trí thứ hai với 17%.
Thiên thần Than khóc nằm ở vị trí thứ ba trong danh sách "Mười Quái Vật Điển Hình Mới của" Neil Gaiman trong tuần san Entertainment Weekly. Chúng cũng được xếp hạng ba trong số các kẻ xấu trong Doctor Who bởi The Telegraph, sau Nestene Consciousness và tộc Dalek. Các thiên thần cũng được liệt kê ở vị trí thứ ba trong số các nhân vật đáng sợ nhất trên truyền hình bởi TV Squad. Năm 2009, SFX đã vinh danh khoảnh khắc đỉnh cao trong "Blink" khi các Thiên thần Than khóc tiến để chỗ Sally và Larry là khoảng khắc đáng sợ nhất trong lịch sử Doctor Who. Họ cũng liệt kê các thiên thần trong danh sách những điều yêu thích của họ khi loạt phim Doctor Who hồi sinh, và bình luận rằng, "Quái vật. Đáng sợ nhất. Từng có."